# Santa Lucía Milpas Altas
Santa Lucía Milpas Altas är en kommunhuvudort i Guatemala.   Den ligger i departementet Departamento de Sacatepéquez, i den södra delen av landet, 19 km väster om huvudstaden Guatemala City. Santa Lucía Milpas Altas ligger 1 968 meter över havet och antalet invånare är 13 001.
Terrängen runt Santa Lucía Milpas Altas är huvudsakligen kuperad, men söderut är den bergig. Runt Santa Lucía Milpas Altas är det mycket tätbefolkat, med 1 956 invånare per kvadratkilometer. Närmaste större samhälle är Guatemala City, 19,2 km öster om Santa Lucía Milpas Altas. I omgivningarna runt Santa Lucía Milpas Altas växer huvudsakligen savannskog.